# Nhà máy Van Nelle
Nhà máy Van Nelle (tiếng Hà Lan: Van Nellefabriek) nằm trên tuyến đường thủy Schie ở Rotterdam được coi là một ví dụ điển hình của Phong cách Quốc tế dựa trên kiến trúc theo xu hướng tạo dựng. Nó được UNESCO công nhận là Di sản thế giới từ năm 2014. Ngay sau khi được xây dựng xong, các kiến trúc sư nổi tiếng đã mô tả nhà máy là "Quang cảnh đẹp nhất của kỷ nguyên hiện đại" (Le Corbusier năm 1932) và "một bài thơ trên thép và kính" (Robertson  năm 1930).

## Lịch sử
Các tòa nhà được thiết kế bởi kiến trúc sư Leendert van der Vlugt tới từ văn phòng Brinkman & Van der Vlugt, phối hợp với kỹ sư dân sự J.G. Wiebenga, lúc đó là một chuyên gia về xây dựng bê tông cốt thép. Công trình được xây dựng từ năm 1925 đến năm 1931. Đây là một ví dụ điển hình về Nieuwe Bouwen, kiến trúc hiện đại ở Hà Lan. Nó được ủy quyền bởi người đồng sở hữu công ty Van Nelle là Cees van der Leeuw, thay mặt cho chủ sở hữu. Kees van der Leeuw và cả ban giám đốc công ty là Matthijs de Bruyn và Bertus Sonneveld đã rất ấn tượng bởi tài năng của Van der Vlugt. Họ đề nghị ông thiết kế và xây dựng dinh tư riêng của họ tại Rotterdam và Schiedam từ giữa năm 1928 tới 1932. Tư dinh mới của Sonneveld bây giờ là một bảo tàng ở trung tâm của Rotterdam, với hơn 30.000 khách ghé thăm hàng năm từ tất cả các nơi trên thế giới.
Trong thế kỷ 20, Van Nelle là một nhà máy sản xuất, chế biến cà phê, trà và thuốc lá và sau đó là thêm cả kẹo cao su, bánh pudding ăn liền và gạo. Hoạt động đã bị dừng lại vào năm 1996. Gần đây, sự tập trung hẹp khi chỉ cho khách thuê trong lĩnh vực thiết kế và kiến trúc khiến nhiều tòa nhà đã bị bỏ hoang. Một số khu vực khác được sử dụng cho các cuộc họp, hội nghị và sự kiện.
Eric Gude, một chuyên gia Hà Lan trong việc chuyển đổi các khu công nghiệp cũ, đã lên kế hoạch và thay đổi việc sử dụng nhà máy Van Nelle vào năm 1997. Ông cũng giới thiệu cho Docomomo International, một tổ chức phi lợi nhuận về cải tạo kiến trúc hiện đại vào năm 1999 cùng phối hợp để cải tạo tổng thể, bắt đầu vào năm 2000. Năm 2015, Nhà máy Van Nelle đứng đầu danh sách 25 nhà máy đẹp nhất thế giới.

## Kiến trúc
Nhà máy Văn Nelle cho thấy sự ảnh hưởng từ kiến trúc theo xu hướng tạo dựng của Nga. Mart Stam, người đã làm việc trong năm 1926 là nhân viên thiết kế tại Văn phòng Brinkman & Van der Vlugt đã tiếp xúc với người Nga Avant-Garde vào năm 1922 tại Berlin. Năm 1926, Mart Stam tổ chức một chuyến lưu diễn kiến trúc Hà Lan cho các nghệ sĩ Nga là El Lissitzky và vợ là Sophie Küppers. Họ đến thăm Jacobus Oud, Cornelis van Eesteren, Gerrit Rietveld và các nghệ sĩ khác. Sophie Küppers nói rằng, Mart Stam nói về nhà máy sản xuất "của mình" trong chuyến đi đó. Chính điều đó là nguyên nhân dẫn tới việc ông bị sa thải. Người ta cho rằng, nhà máy là nơi có hệ vách công nghiệp đúc sẵn đầu tiên trên thế giới.
Tổ hợp nhà máy có mặt tiền chủ yếu là thép và các tấm kính trên quy mô lớn theo nguyên tắc hệ vách, giúp tạo ánh sáng mặt trời tối đa tới các phòng làm việc. Nó được coi như là hình mẫu lý tưởng cho các tòa nhà văn phòng trên thế giới. Nó thể hiện nét mới của một nhà máy, trở thành một biểu tượng cho kiến trúc hiện đại và văn hóa trong thời kỳ giữa hai cuộc chiến và làm minh chứng cho lịch sử thương mại và công nghiệp của Hà Lan trong lĩnh vực chế biến thực phẩm nhập khẩu từ các nước nhiệt đới, và kinh doanh thương mại ở châu Âu.
Nhà máy Văn Nelle là một di tích quốc gia của Hà Lan. Vào ngày 21 tháng 6 năm 2014, tại Doha, trong phiên họp thường niên của Ủy ban Di sản thế giới, nó được công nhận là Di sản thế giới.

## Hình ảnh

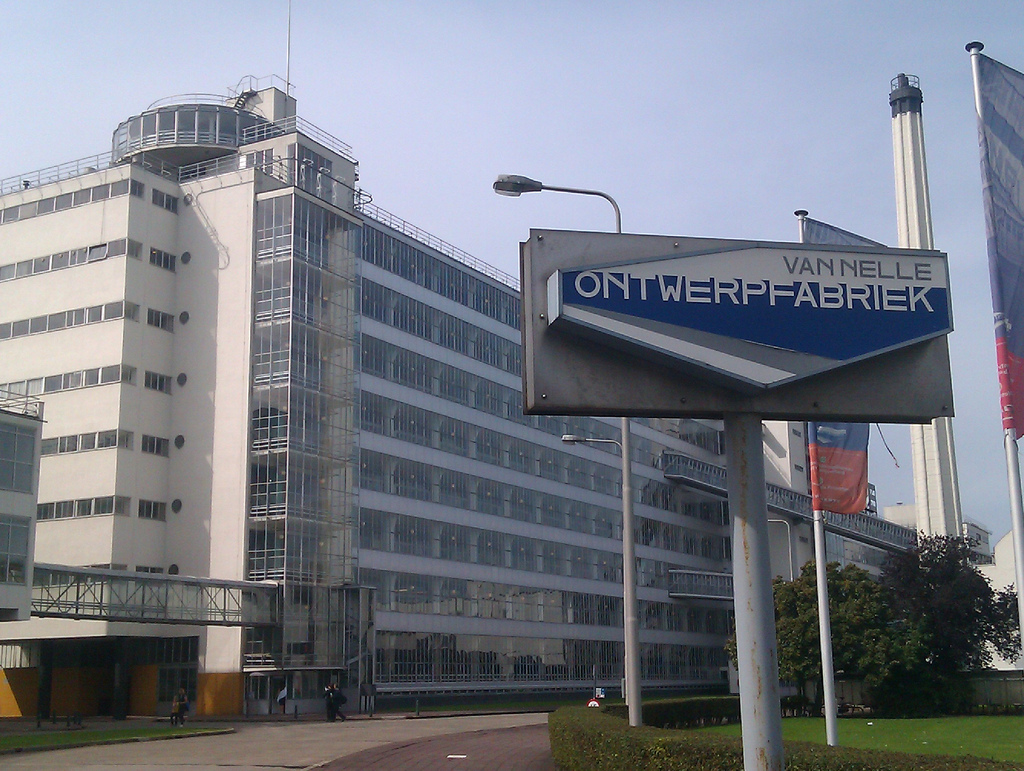
Một góc nhà máy
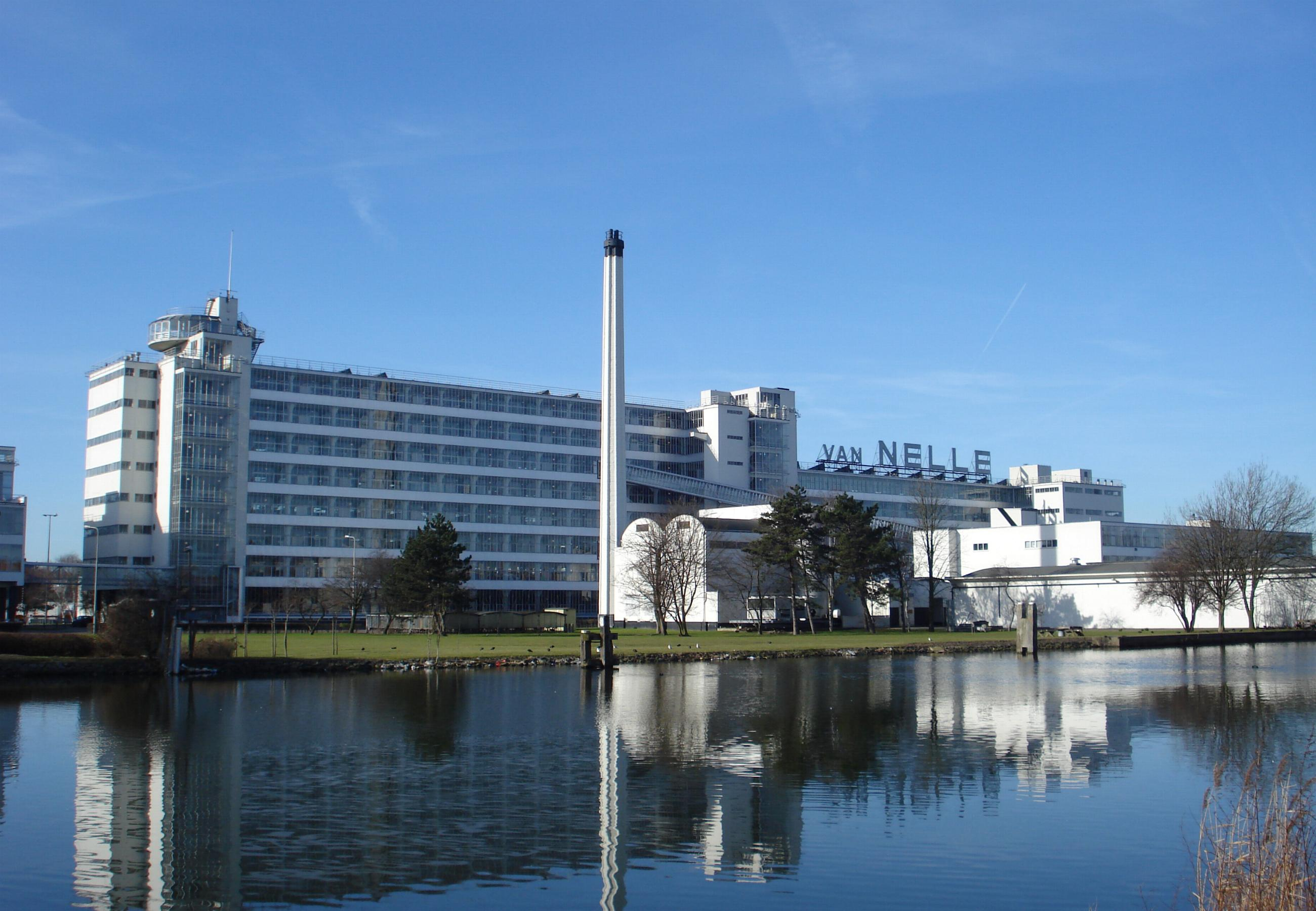
Mặt sau của khu phức hợp
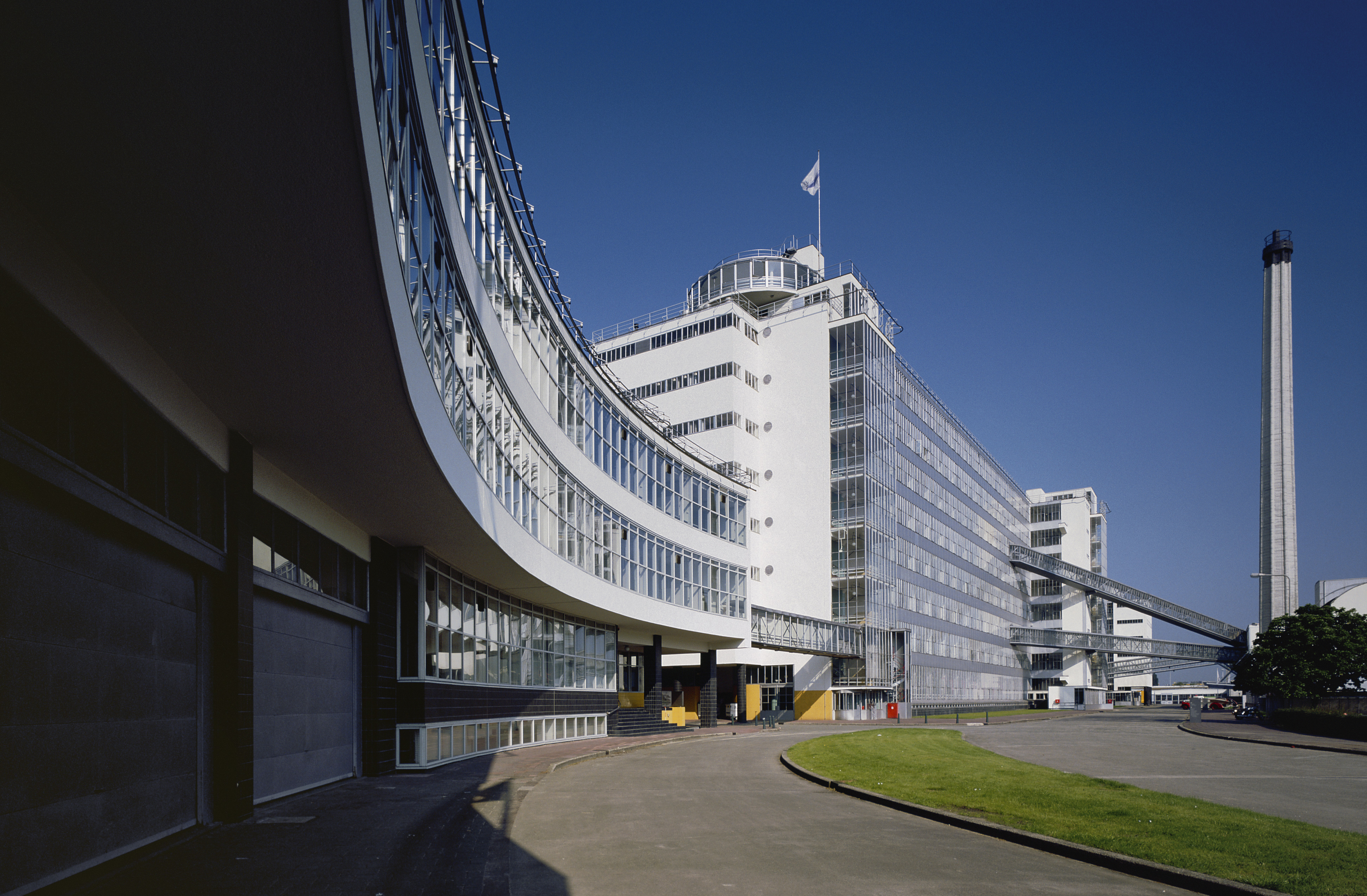
Mặt tiền
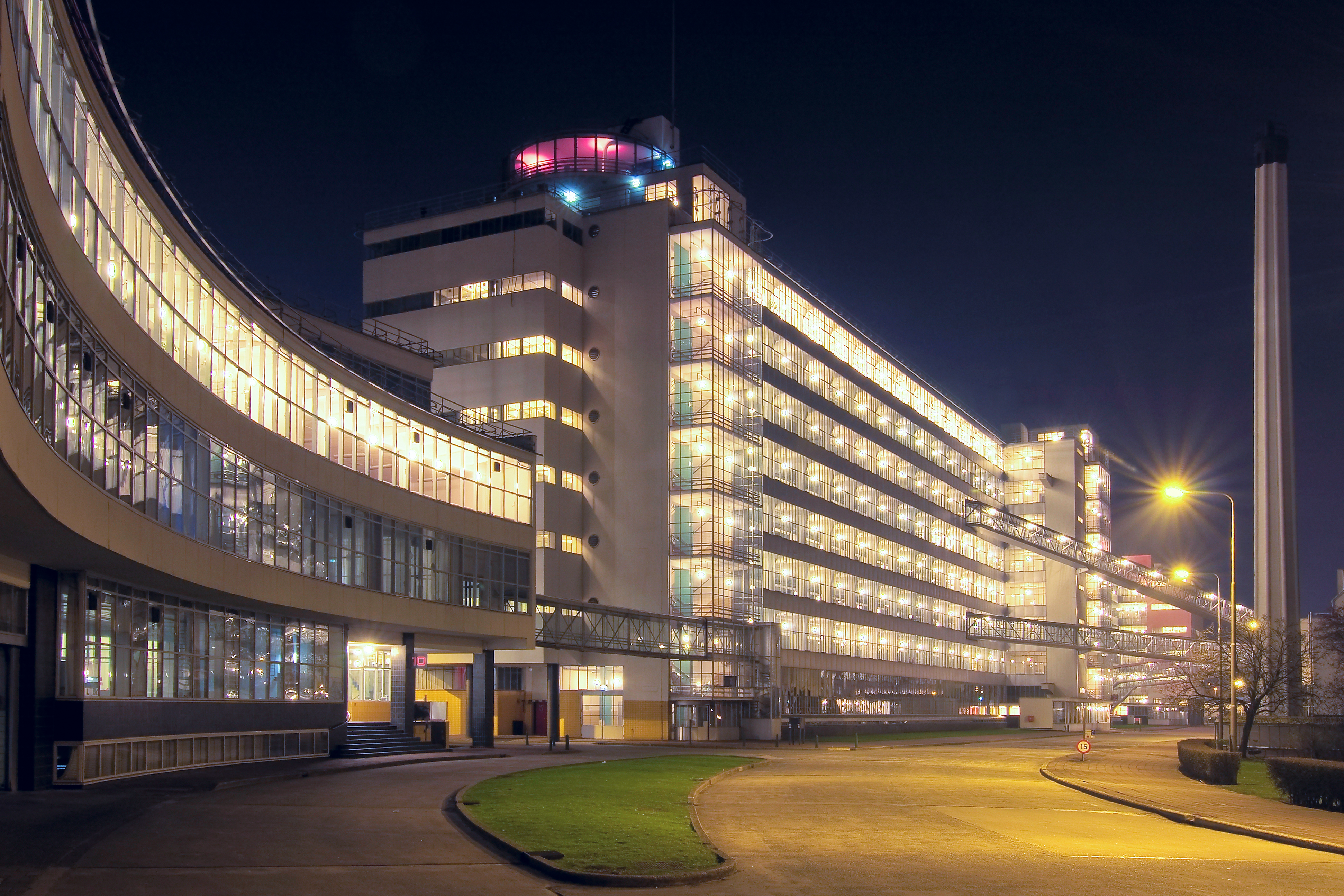
Nhìn từ cổng chính vào ban đêm
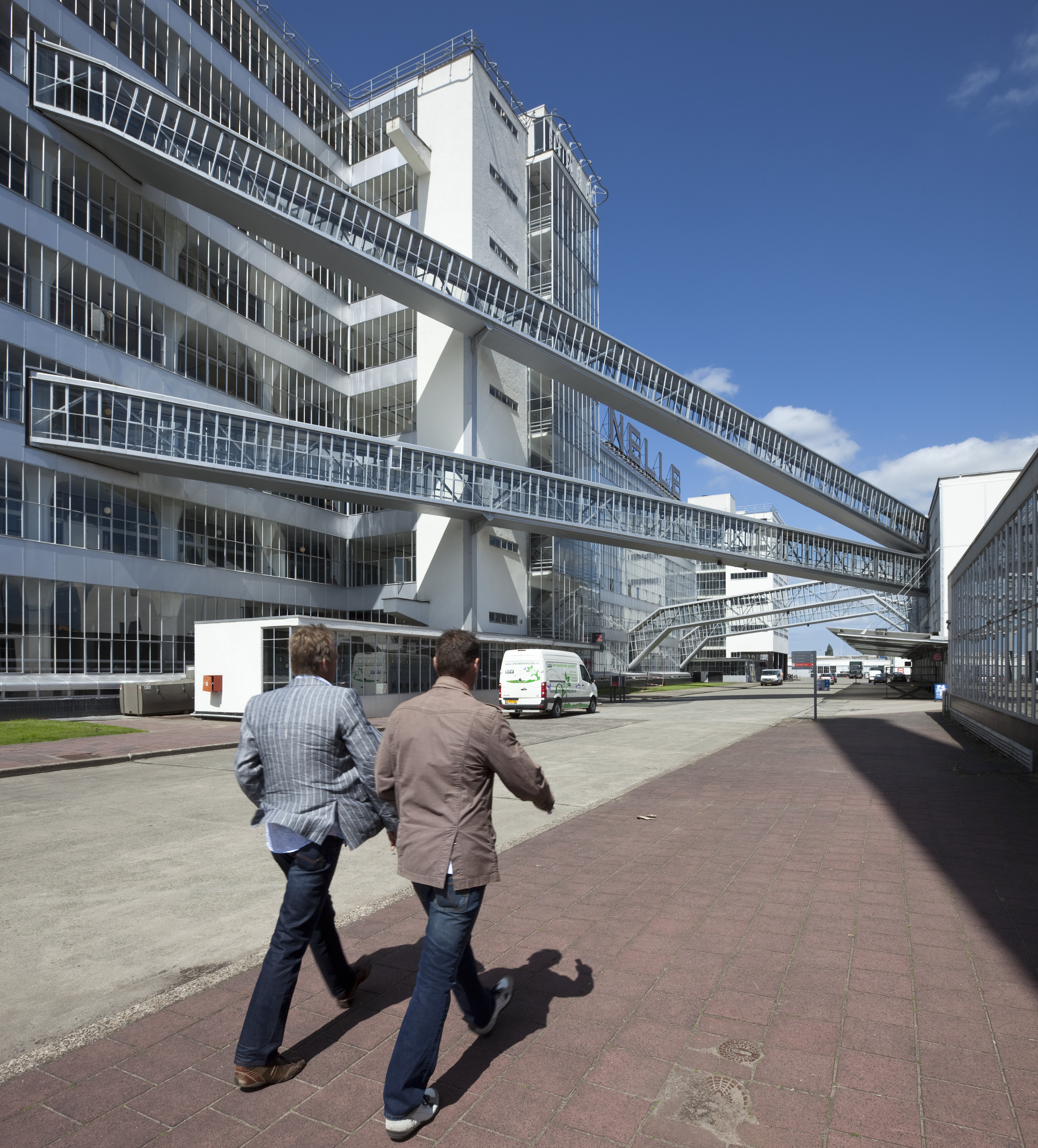
Bốn cây cầu vận tải
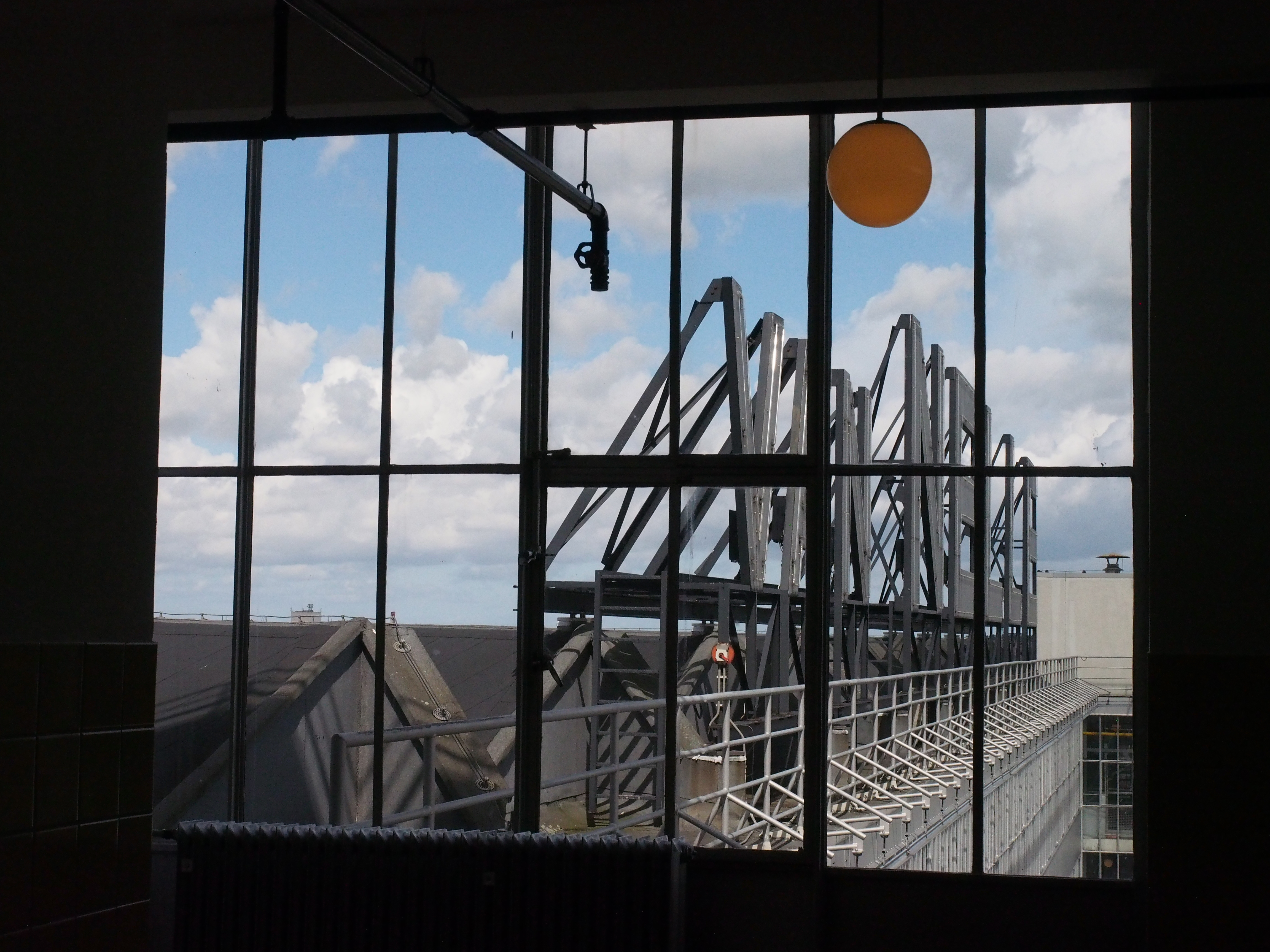
Chữ đèn neon Van Nelle nhìn từ bên trong..
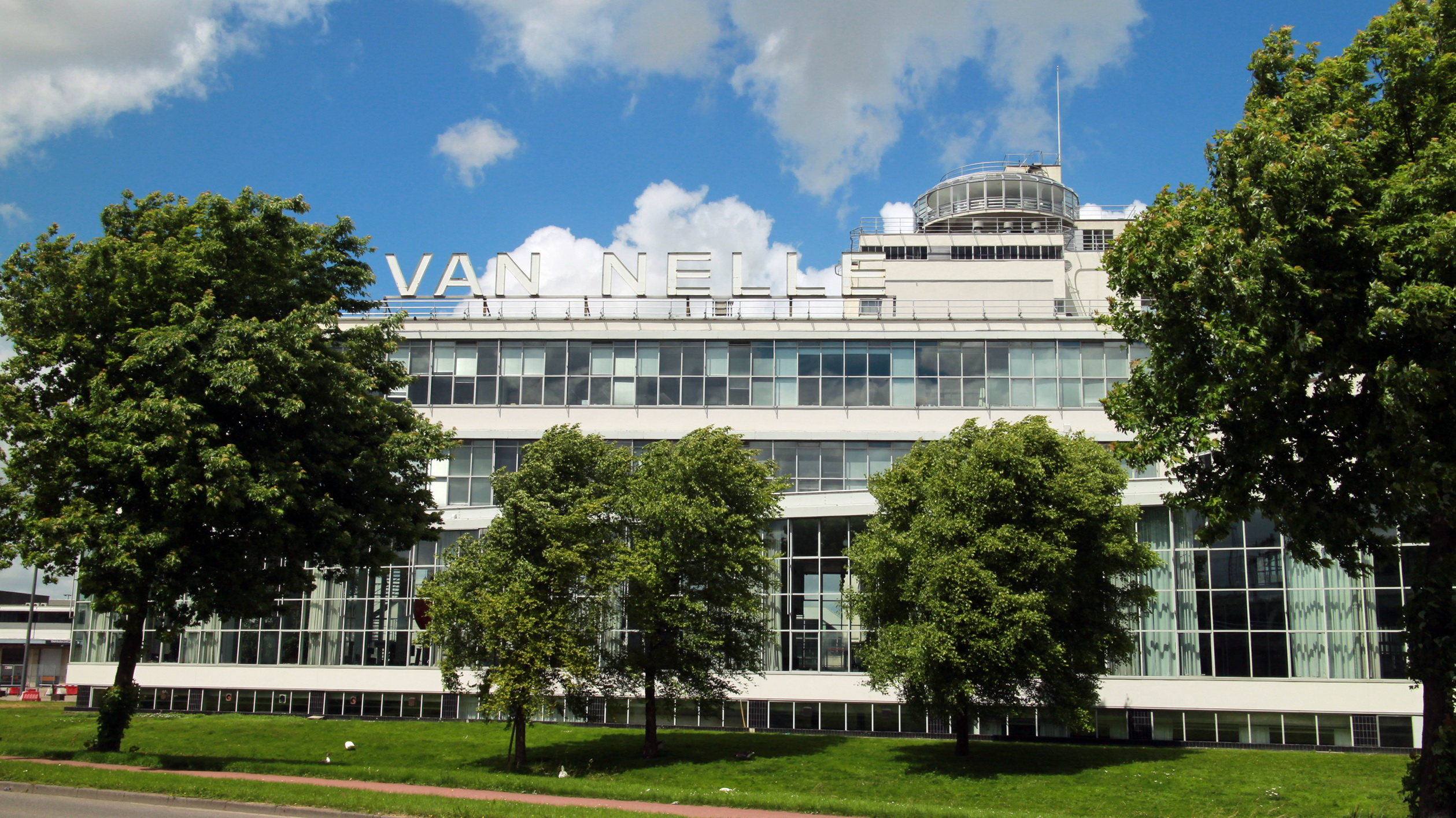
Mặt tiền bên
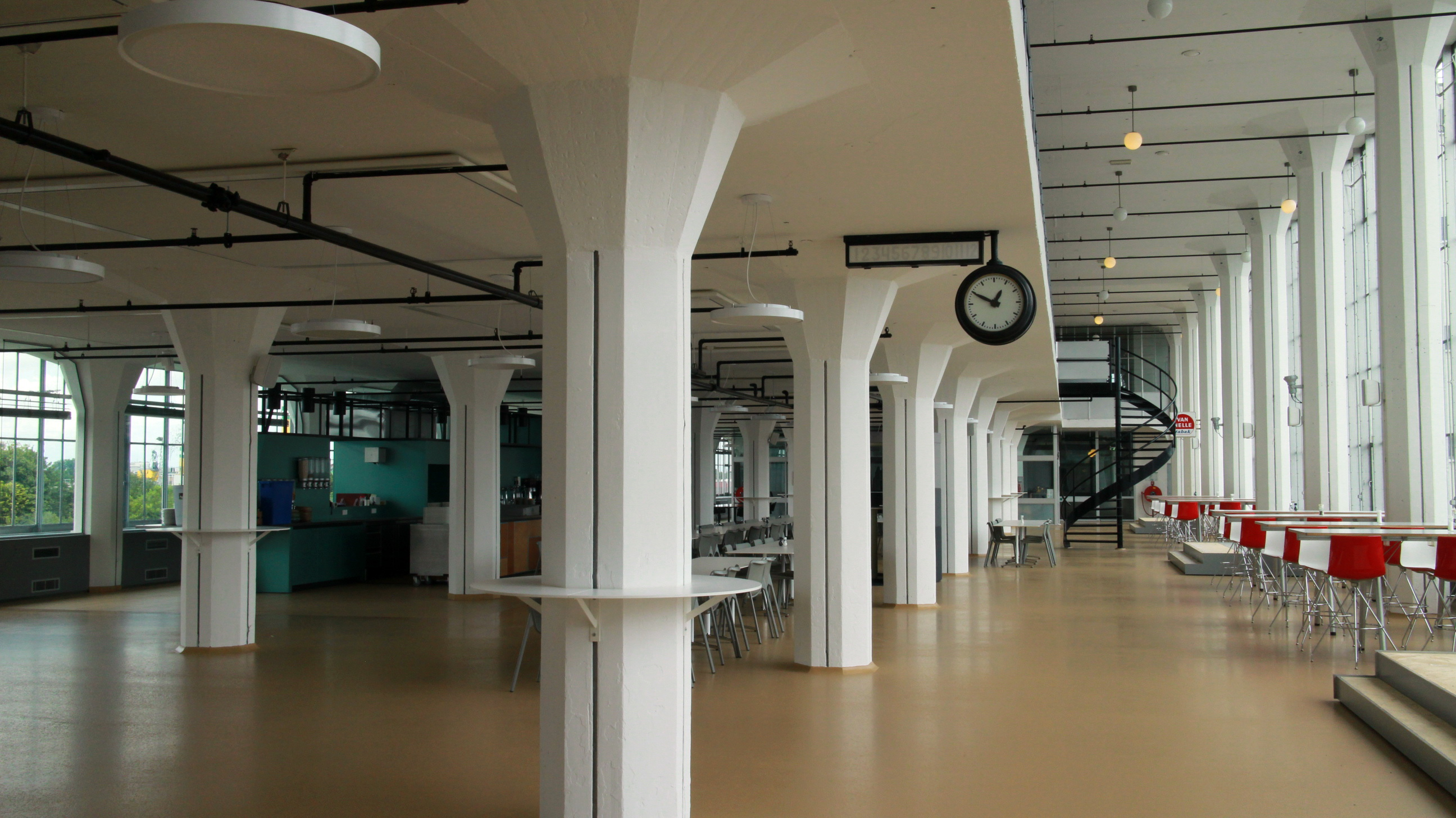
Bên trong